# پایگاه رئیس‌جمهور ادواردو فری مونتالوا
پایگاه رئیس‌جمهور ادواردو فری مونتالوا (به انگلیسی: Base Presidente Eduardo Frei Montalva) یک فرودگاه با کد یاتا TNM است که یک باند فرود برف دارد و طول باند آن ۱۲۹۲ متر است. این فرودگاه در قاره جنوبگان قرار دارد .